# ADAREA Fransema
Anthonius Diederik Annaeus Rudolfus Epko Asing (Toon) Fransema, officiële voornamen meestal samengevoegd tot ADAREA (Godlinze, 1 december 1893 - Roden, 20 januari 1975), was een Nederlandse burgemeester tijdens de Duitse bezetting van Nederland in de Tweede Wereldoorlog. Hij was lid van de NSB.

## Leven en werk
Fransema was de tweede zoon van Ekke Fransema en Hillegonda Alida Venhuis. Fransema maakte zijn gymnasiumopleiding niet af. Van 1918 tot 1921 was hij bedrijfsleider van een autofabriek in Oostenrijk en ging daarna in zaken. Hij trouwde op 27 april 1922 in 't Zandt met Klaziena Margaretha Christina van Niejenhuis uit Leermens, dochter van de landbouwer Jan van Niejenhuis en Aaltje Burema. Als zelfstandig ondernemer had hij een Ford-garage in Assen en onderhield hij een autobusdienst van die stad naar Groningen. Later ging zijn zaak failliet. Van 1928 tot 1936 was Fransema in dienst bij Citroën.
Hij werd in 1936 ontslagen vanwege zijn sympathieën voor de NSB. Hij was lid van die partij sinds 1933 en vervulde diverse functies. Hij was voor de Tweede Wereldoorlog organisatie-inspecteur en organisator voor Groningen, Friesland, Drenthe, Overijssel en het noorden van Gelderland en fungeerde ook als organisator voor de Weerbaarheidsafdeling in dit gebied. Tijdens de Tweede Wereldoorlog diende hij bij de Duitsche Weermacht in Nederland en was hij Sturmführer bij de Motorgruppe Luftwaffe van het Nationalsozialistisches Kraftfahrkorps in Rusland en in Frankrijk.
In juli 1943 werd hij benoemd tot burgemeester van de toenmalige gemeente Onstwedde (met als hoofdplaats Stadskanaal), als opvolger van de door de Duitsers ontslagen burgemeester Karel Gerrits, die gesommeerd was om de gemeente te verlaten vanwege zijn weigering om hand-en-spandiensten aan de Duitse bezetter te leveren.
Fransema, die de roepnaam Toon of Anton gebruikte maar door de bevolking in de gemeente Onstwedde naar zijn initialen ADAREA genoemd werd, stelde zich op als een collaborateur, die zijn ambtenaren dwong om mee te werken aan maatregelen van de bezetter. Hij werkte actief mee aan het opstellen van lijsten van mensen die opgepakt dienden te worden bij een geallieerde invasie. Hij beklaagde zich in zijn dagboek over het gebrek aan medewerking in Stadskanaal, het gemeentepersoneel werkte slechts onder druk mee en het politiekorps was, in zijn ogen, zeer onbetrouwbaar.
Na de bevrijding werd burgemeester Gerrits op 27 april 1945 in zijn functie hersteld. Fransema werd in 1948 door het Bijzonder Gerechtshof in Leeuwarden veroordeeld tot acht jaar met aftrek van voorarrest. Hij verloor tevens zijn Nederlanderschap vanwege zijn dienstname bij het Nationalsozialistisches Kraftfahrkorps. Tegen dit vonnis heeft hij cassatie aangetekend bij de Hoge Raad.